# Euderomphale sinuata
Euderomphale sinuata är en stekelart som beskrevs av Lasalle 1999. Euderomphale sinuata ingår i släktet Euderomphale och familjen finglanssteklar. Inga underarter finns listade i Catalogue of Life.